# Willy Kurant
Willy Kurant (Liegi, 15 febbraio 1934 – Parigi, 3 aprile 2021) è stato un direttore della fotografia belga.
Suo zio era Curt Courant (1899–1968), un noto direttore della fotografia tedesco che aveva lavorato con Fritz Lang, Alfred Hitchcock e Charles Chaplin.

## Riconoscimenti
- Premio César per la migliore fotografia
  - 1988: candidato - Sotto il sole di Satana

## Filmografia parziale
- Il maschio e la femmina (Masculin, féminin), regia di Jean-Luc Godard (1966)
- Le creature (Les créatures), regia di Agnès Varda (1966)
- Trans-Europ-Express, regia di Alain Robbe-Grillet (1966)
- Mon amour, mon amour, regia di Nadine Trintignant (1967)
- Il vergine (Le départ), regia di Jerzy Skolimowski (1967)
- Storia immortale (Une Histoire immortelle), regia di Orson Welles (1968)
- La notte del giorno dopo (The Night of the Following Day), regia di Hubert Cornfield (1968)
- La spietata legge del ribelle (Michael Kohlhaas - Der Rebell), regia di Volker Schlöndorff (1969)
- Pink Floyd: Live at Pompeii, regia di Adrian Maben (1972)
- Je t'aime moi mon plus, regia di Serge Gainsbourg (1976)
- Equator - L'amante sconosciuta (Équateur), regia di Serge Gainsbourg (1983)
- Charlotte for Ever, regia di Serge Gainsbourg (1986)
- Sotto il sole di Satana (Sous le soleil de Satan), regia di Maurice Pialat (1987)
- China Moon - Luna di sangue (China Moon), regia di John Bailey (1994)
- Ospiti pericolosi (Le petit garçon), regia di Pierre Granier-Deferre (1995)
- Il club delle baby sitter (The Baby-Sitters Club), regia di Melanie Mayron (1995)
- Il rovescio della medaglia (White Man's Burden), regia di Desmond Nakano (1995)
- Le jour et la nuit, regia di Bernard-Henri Lévy (1997)
- Guardo, ci penso e nasco (Delivering Milo), regia di Nick Castle (2001)
- Un été brûlant, regia di Philippe Garrel (2011)
- La gelosia (La jalousie), regia di Philippe Garrel (2013)